# Isla Teja
Die Isla Teja (Insel Teja) [ˈtɛxa] ist eine Flussinsel im Westen der chilenischen Stadt Valdivia. Sie liegt nordwestlich der Altstadt Valdivias und ist von dieser durch den Río Valdivia getrennt. Der Río Cruces fließt von Norden kommend westlich an der Insel vorbei und mündet an ihrer Südspitze in den Río Valdivia, der einige Kilometer weiter westlich in den Pazifischen Ozean mündet. Nördlich der Insel verbindet der schmale Río Cau-Cau die beiden Flüsse gleich einem Kanal.
Mitte des 19. Jahrhunderts wurde die Insel von deutschen Einwanderern besiedelt und schließlich Teil der Stadt, mit der sie erst seit 1939 über eine Brücke verbunden wurde. Durch diese langandauernde geographische Trennung ist die Insel noch heute ein Zentrum der deutschen Gemeinde, auch die Deutsche Auslandsschule befindet sich hier.
Große Teile der Insel sind durch geologische Senkungen beim schweren Erdbeben von 1960 im Fluss versunken.
Die Universidad Austral de Chile hat ihren größten Campus im Nordteil der Insel. Dort befindet sich auch der Botanische Garten der Universität. Seit dem Bau einer Brücke über den Río Cruces 1987 führt die wichtigste Landverbindung nach Niebla an der Pazifikküste über die Insel. Eine zweite Brücke zwischen der Insel und dem Rest der Stadt – als Entlastung der 1954 gebauten Puente Pedro de Valdivia – ist seit mehreren Jahren in Planung.
Das größte Volksfest der Region, das „Bierfest Kunstmann Valdivia“ findet jährlich im Parque Saval auf der Insel statt.

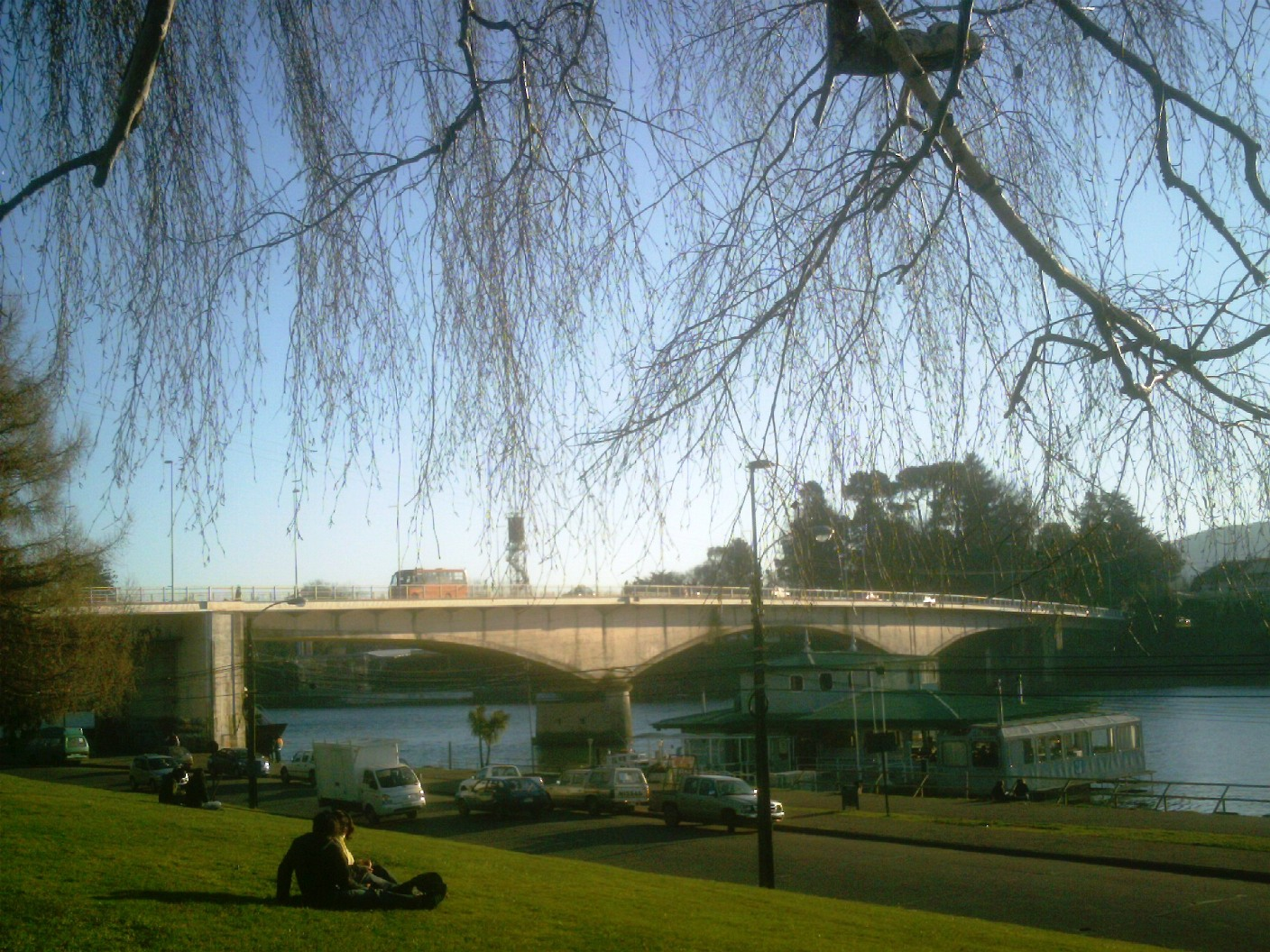
Die Brücke Puente Pedro de Valdivia verbindet seit 1954 die Altstadt mit der Isla Teja (im Hintergrund).
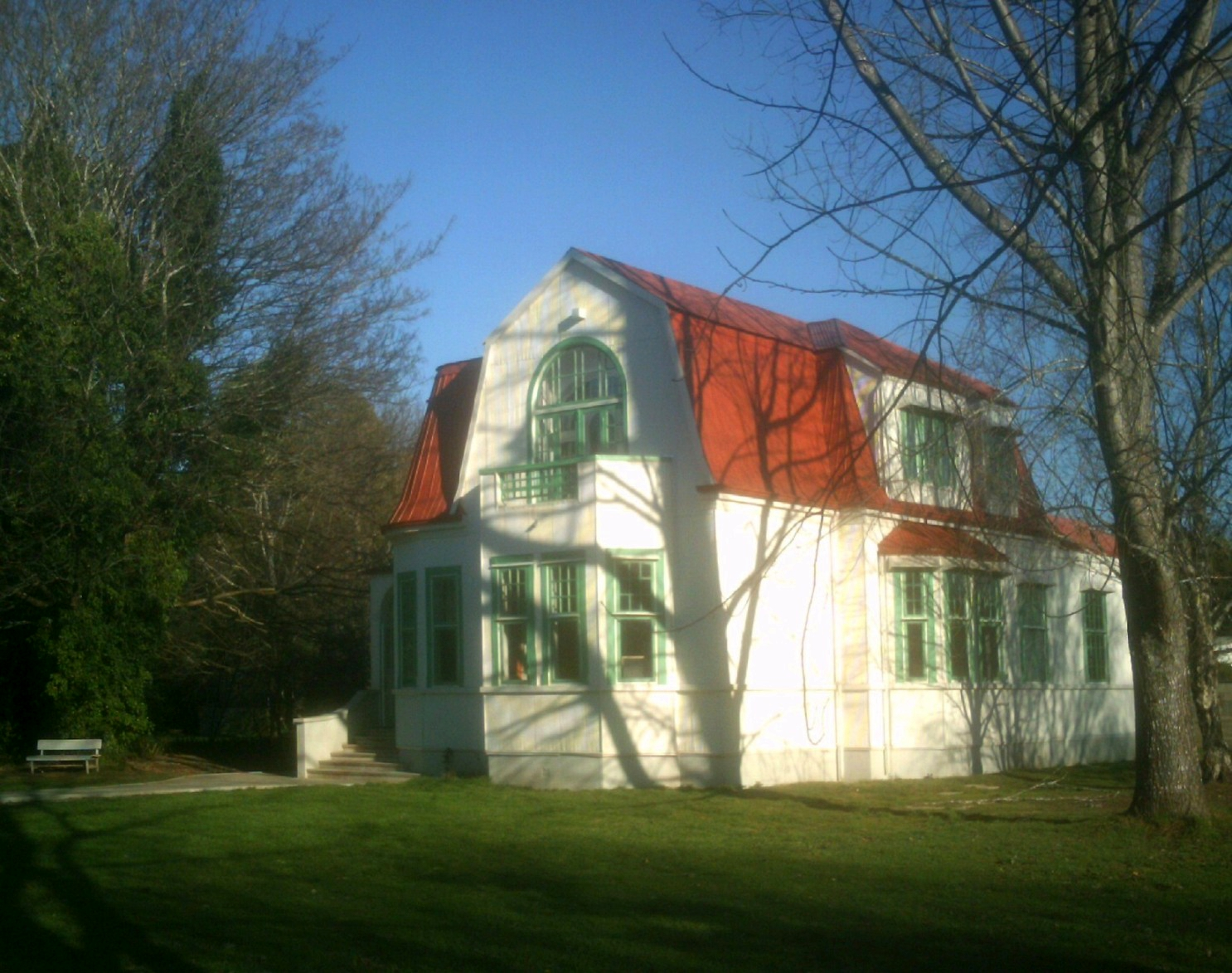
Museum Rudolfo A. Philippi
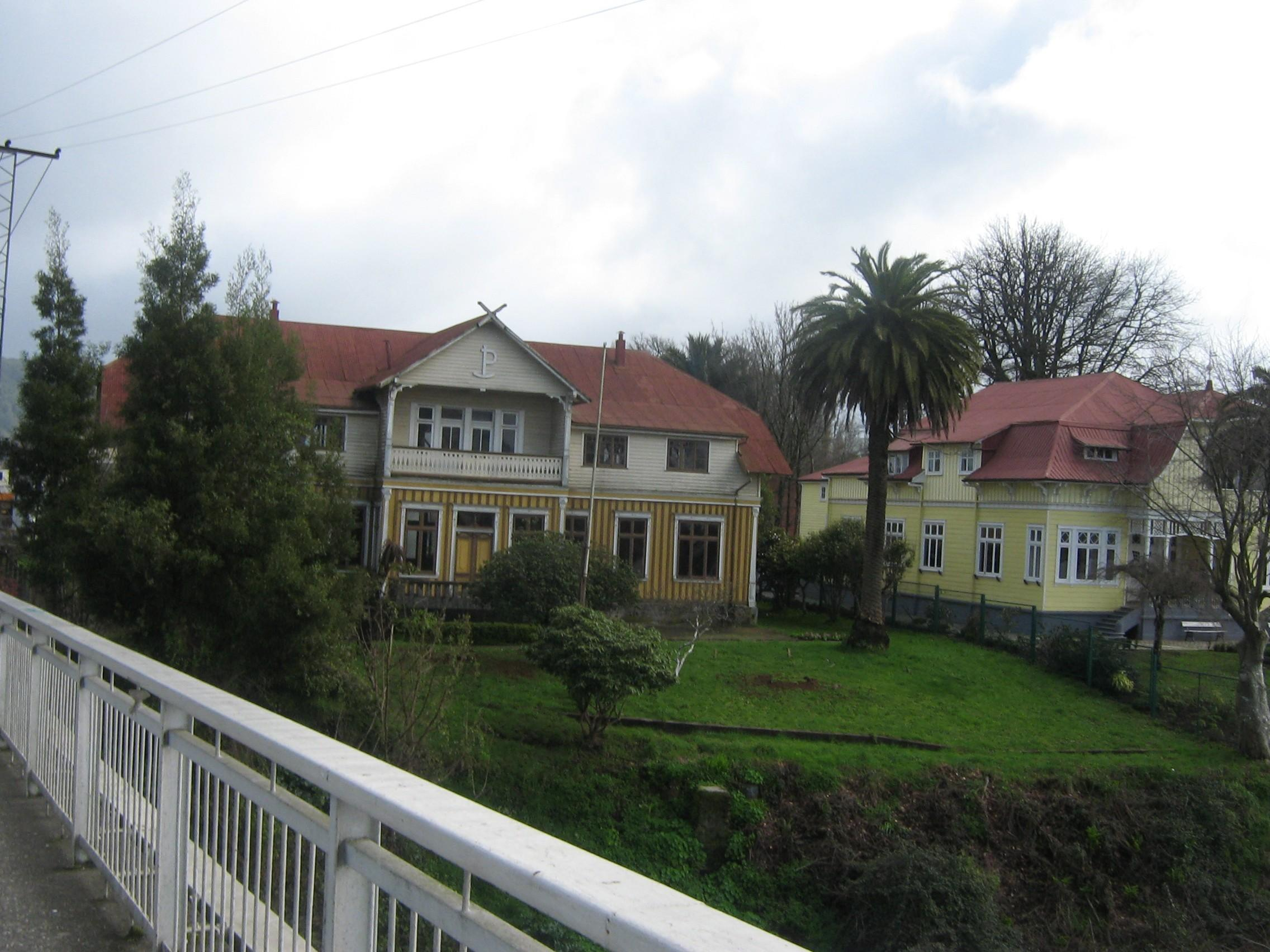
Der Palacio Prochelle
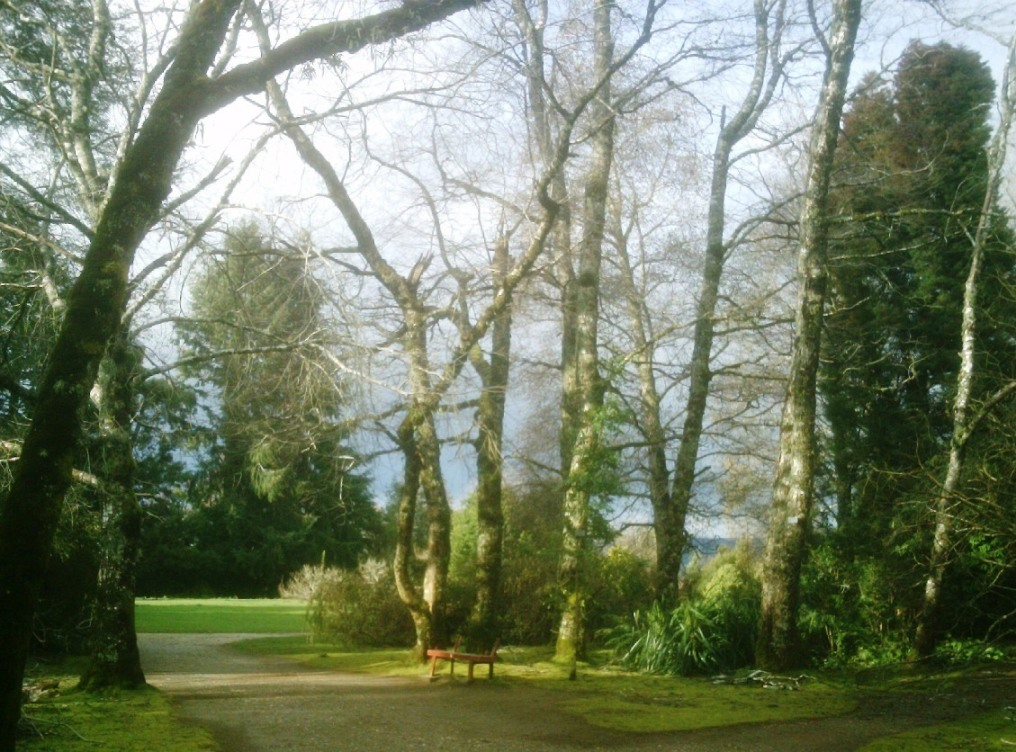
Der Botanische Garten der Universidad Austral
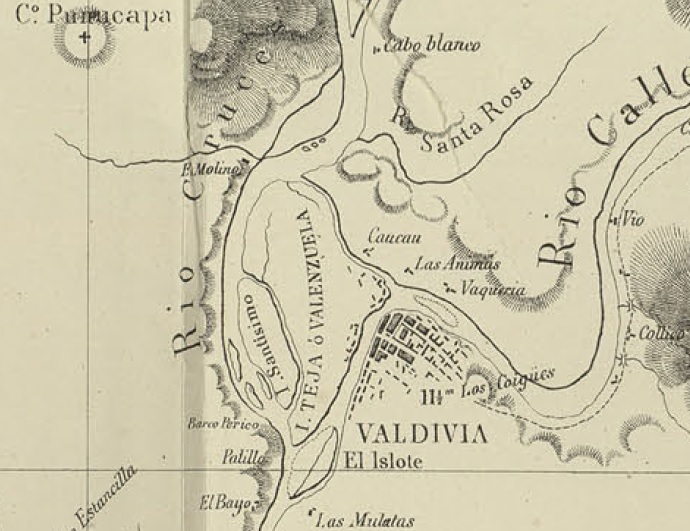
Die Isla Teja auf einer Karte Valdivias von 1869 mit der alternativen Bezeichnung Isla Valenzuela